# Брухвайлер-Беренбах
Брухвайлер-Беренбах (нім. Bruchweiler-Bärenbach) — громада в Німеччині, розташована в землі Рейнланд-Пфальц. Входить до складу району Південно-Західний Пфальц. Складова частина об'єднання громад Данер-Фельзенланд.
Площа — 9,36 км2. Населення становить 1585 ос. (станом на 31 грудня 2020).

## Галерея

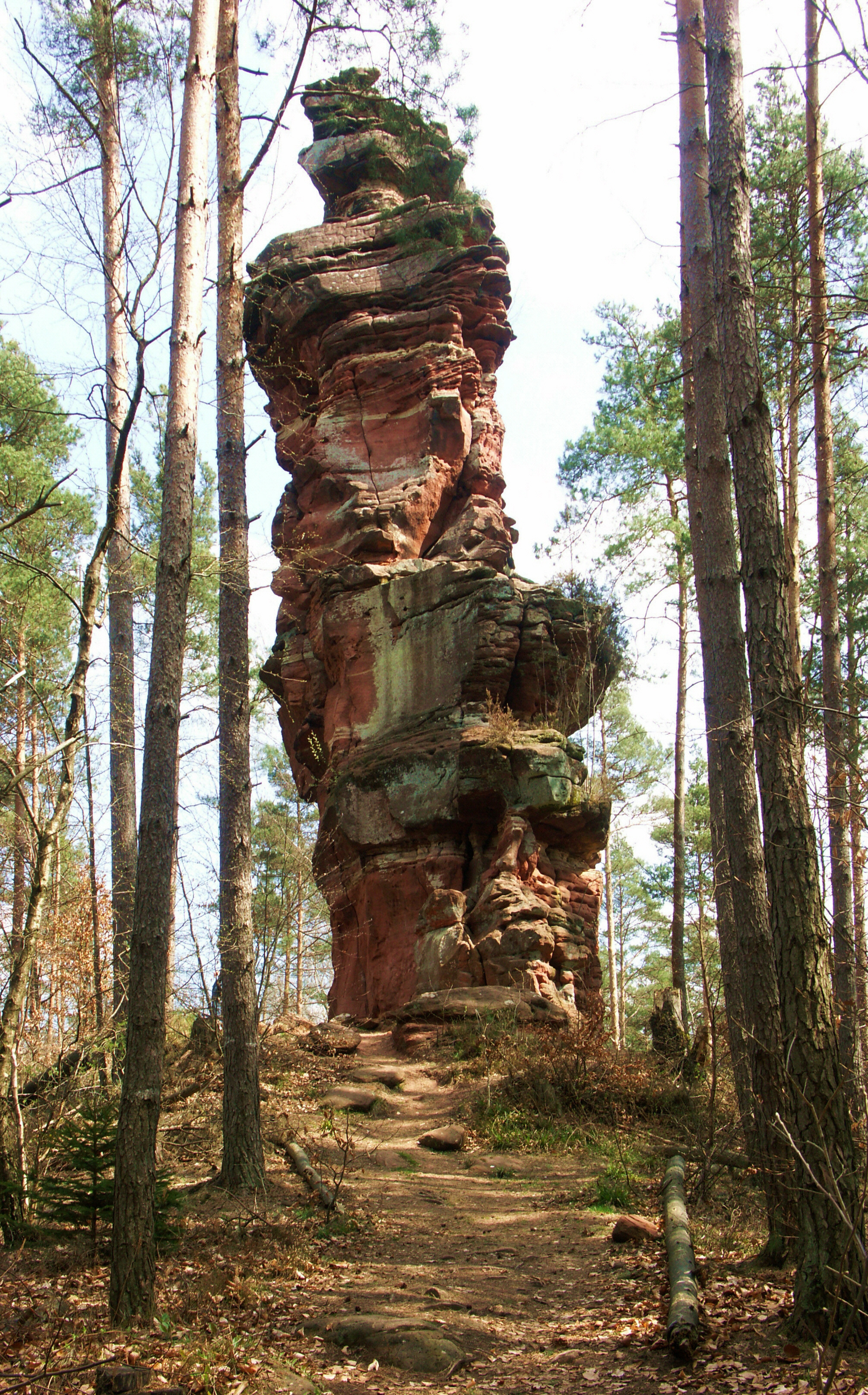
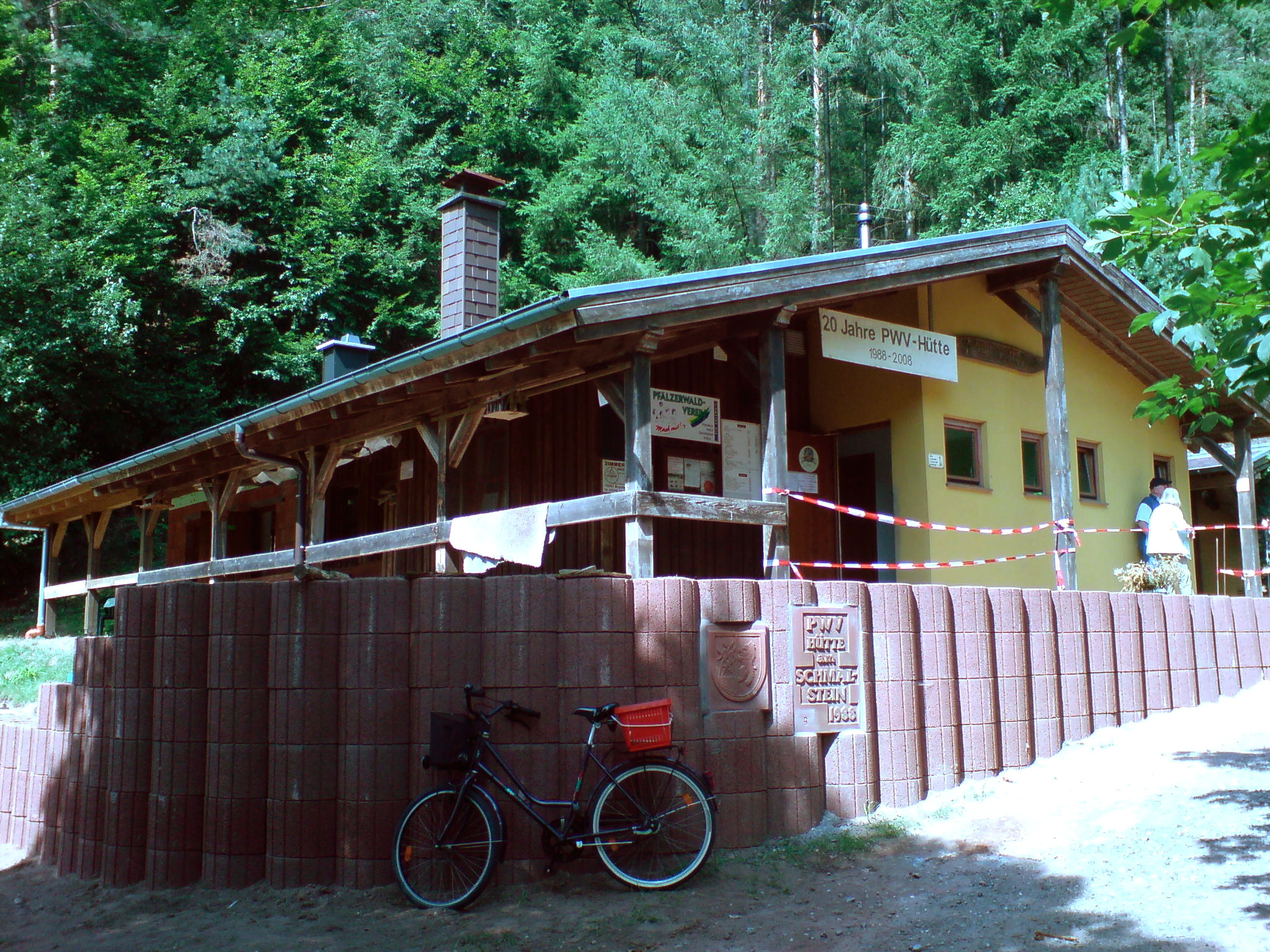